# André Dion
Pour les articles homonymes, voir Dion.
André Dion, né le 7 décembre 1921 et mort le 10 juillet 2016 à Magog, est un ornithologue canadien (québécois). Il a publié une vingtaine d'ouvrages, seul ou en collaboration, sur les oiseaux.

## Biographie
En 1970, son épouse France et lui mettent au point Auto-Correct-Art, système d'apprentissage de la langue française pour enseigner aux enfants le goût du terme juste. Ils écriront près de 105 livres-jeux pour les 2 à 77 ans.
En 1983, France et André Dion créent la Société des Amis du Merlebleu de l'Est de l'Amérique. Avec leurs 450 membres, ils ont installé plus de 10 000 nichoirs à travers le Québec afin d'aider cet oiseau en voie de disparition. En 2013, ils sont sauvés.
En 1989, France et André Dion gagnent le John and Norah Lane Award pour leurs efforts à ramener le Merlebleu de l'Est.
André Dion fait de l'ornithologie depuis 80 ans et depuis 44 ans en compagnie de sa femme France.
Pour rédiger son ouvrage L'Odyssée du Garrot d'Islande en Amérique, il se rend en Islande pour rencontrer Arni Arneisson qui s'occupe des Garrots d'Islande depuis 34 ans.
Pour rédiger son ouvrage Napoléon-Alexandre Comeau au Smithsonian (2011), André Dion a visité une exposition du Smithsonian Institute sur les œuvres de Napoléon-Alexandre Comeau, naturaliste québécois décédé en 1923. À Magog, France et André Dion ont créé leur troisième sanctuaire d'oiseaux. Des visites guidées sont offertes sur rendez-vous. La Fondation France et André Dion pour la sauvegarde des canards nicheurs en cavité a pour mission d'aider le Garrot d'Islande, une espèce à risque, en installant 500 nichoirs dans le Grand Nord. 217 sont installés en 2013.
André Dion est mort chez lui à Magog le 10 juillet 2016,.

## Publications
- Le Retour de l'Oiseau Bleu, 1981
  - traduit en anglais sous le titre The Return of the Bluebird
- Construire des cabanes d'oiseaux, 1987
- Les Jardins d'oiseaux, 1988
  - traduit en anglais sous le titre Gardens of Birds, 1988
  - (avec France Dion) Les Jardins d'oiseaux, 2012
- Agenda perpétuel des oiseaux, 1988
- Nourrir nos oiseaux toute l'année, 1990
- Nos oiseaux en péril. Pouvons-nous encore les sauver ?, 1992
- Guides des oiseaux saison par saison, 1995
- Attirer les oiseaux, les loger, les nourrir, 1996
- Bricoler pour les oiseaux, 1999
- Les Jardins fleuris d'oiseaux, 2001
- L'Odyssée du Garrot d'Islande en Amérique, 2009 (roman)
- L'Âme des oiseaux, 2005 (album d'art)
- Napoléon-Alexandre Comeau au Smithsonian, 2011
- (avec France Dion) Plumes de ciel, 2011
- (avec France Dion) Bâtir pour les oiseaux, 2012
- (avec France Dion) Neige, 2012